# Předměřice nad Labem
Předměřice nad Labem là một làng thuộc huyện Hradec Králové, vùng Královéhradecký, Cộng hòa Séc.